# Lucius Flavius Arrianus Xenophon
Lucius Flavius Arrianus Xenophon (86 körül – 165 körül) görög nemzetiségű római történetíró, Arrianosz, Arrianus, illetve akadémiai átírásban Arrhianos, Arrianos néven ismert.

## Élete és működése
Életéről kevés biztos adatunk van, a róla szóló ókori életrajzok jórészt elvesztek, vagy csak töredékek maradtak fenn belőlük. Cassius Dio életrajza teljesen elveszett, viszont a Szuda-lexikon megőrizte egy későbbi, IV. századi életrajz vázlatát. A kortárs Lukianosz szerint a filozófus Epiktétosz tanítványa volt, ő volt mestere műveinek befejezője. „Itt van Arrhianos, Epiktétos tanítványa, a legkitűnőbb rómaiak egyike, aki egész életét a tudományoknak szentelte: az ő esete hasonló, s nyilván minket is védelmébe venne, hiszen ő sem restellte megírni a rabló Tilliboros életrajzát.”
Arrianus nikomédiai származású volt, valószínűleg szenátori rangú. Hadrianus császár barátjaként végigjárhatta a hivatali ranglétra összes fokozatát.
Széles körű érdeklődés jellemezte és előkelő státusa miatt számos mű megírására volt lehetősége. Írói munkásságának legnagyobb részét történeti művei alkotják. Írt könyvet szülőföldjéről Bithyniaka címen; tizenhét könyvből álló Parthika című írásában a rómaiak és a pártusok közötti évszázados küzdelmet, illetve Traianus hadjáratát adja elő. Történeti tárgyú írásai (listájukat lásd lent) azonban jórészt elvesztek, egy kivételével, melyet Nagy Sándor hadjáratáról és onnan való hazatéréséről írt.

### Az Alexandrosz felvonulása
E mű megírása során inspirálólag hatott rá az athéni zsoldosvezér és történetíró Xenophónnal a Kr. e. 4. századból, akinek a legismertebb műve, a 10 000 görög zsoldosnak Perzsiából való elmenekülését és Hellászba való hazatérését elmesélő Anabaszisz, (azaz a Bázisra való visszatérés) sajátos történetírói műfajt teremtett.
Nagy Sándor hadjárataira vonatkozóan Arrianus számít a legteljesebb forrásnak. Tóth Iván szerint Arrianus egyenesen Alexandrosz Homérosza szeretett volna lenni, aki megénekli hősének minden tettét: 

Egyik megalapítója annak a fajta történetírásnak, amikor a hadviselés áll a központban. Előszavában hangsúlyozta, hogy racionális forráskritikával kíván élni, és csak akarja elbeszélni, ami ténylegesen megtörtént, mindenfajta szépítés nélkül. Ebben másik mesterének Thuküdidésznek a példáját követte.

### Egyéb művei

Alexandri anabasis, 1575

- A sztoikus filozófia összefoglalása: Encheiridion (teljes egészében fennmaradt); Diatribai (a nyolc könyvből négy fennmaradt)[2]
- Stratégiai tárgyú írásai: Techné Taktikének (A taktika mestersége) és az Ektaxis kata Alanónnak (Az alánok hadrendje)[3]
- A kutyás vadászatról: Kynégetikos
- Történeti tárgyú művei: Ta meta Alexandron (Alexandrosz után) a diadokhoszok háborúit írta meg; Dión, Timoleón szicíliai politikusok, valamint a bevezetőben említett, és a Mysia vidékét fosztogató Tilliboros életrajzai
- Földrajzi tárgyú munkái: Periplus Euxeinu Pontu (A Fekete-tenger vidékének bejárása), Indiké (India) – mindkettő épségben fönnmaradt; Alaniké – csak töredékeit ismerjük

## Művei magyarul
Teljes fordítása nincs magyar nyelven, részleteket azonban közölnek az alábbi kiadványok: 
- A hadművészet ókori klasszikusai, szerző: Hahn István (szerk.) Zrínyi Katonai Kiadó, 1963
- Görög történeti chrestomathia (szerk. Borzsák István), Nemzeti Tankönyvkiadó Rt., Budapest, 1997, ISBN 963-18-7715-9, 274–289. o.
- Görög történeti szöveggyűjtemény. Szerk.: Németh György, Osiris Kiadó, Budapest, 1996. 268-281.
- Forisek Péter (2010). „L. Flavius Arrianos – Az alánok elleni csatarend”. Ókor IX (1), 47–54. o. ISSN 1589-2700. Online elérés: http://okorportal.hu/wp-content/uploads/2014/04/2010_1_forisek.pdf
- Szabó György: Antik portrék. Bukarest, Kriterion, 1979. 47-48
- Tóth Iván: Alexandros Homérosa. Arrhianos tanulmányok. Budapest, ELTE, Eötvös Collegium, 2013. Online elérés: https://web.archive.org/web/20151124094437/http://honlap.eotvos.elte.hu/uploads/documents/kiadvanyok/Alexandros_Homerosa_beliv.pdf